# Jan Jiří Achbauer mladší
Jan Jiří Michael Achbauer (10. září 1680, Praha – 22. červen 1737, Praha) byl český barokní architekt a stavitel, nevlastní syn Kryštofa Dientzenhofera.

## Životopis
Narodil se jako syn Jana Jiřího Achbauera a Anny Marie Langové. Spolu se svým nevlastním bratrem, Kiliánem Ignácem Dientzenhoferem pracoval ve Vídni jako tovaryš u Johanna Lucase von Hildebrandta. Od 1727 měl v nájmu malostranskou cihelnu. Byl také stavitelem na panství hraběte Harracha. Je mu připisována i přestavba a nynější barokní podoba Buquoyského paláce v Praze na Velkopřevorském náměstí (v letech 1735–1737). Krátce před smrtí se ucházel o místo stavitele pražských fortifikací, avšak byl pro svou pokročilou nemoc odmítnut.
Jan Jiří Achbauer mladší zemřel 22. června 1737 v Praze.

### Rodina
Jméno manželky Jana Jiřího Achbauera není známé. V letech 1707 a 1719 byly jeho děti pokřtěny v Kostele svatého Mikuláše na Malé Straně v Praze. Kmotrem byl stavitel Antonio Giovanni Lurago.

## Dílo

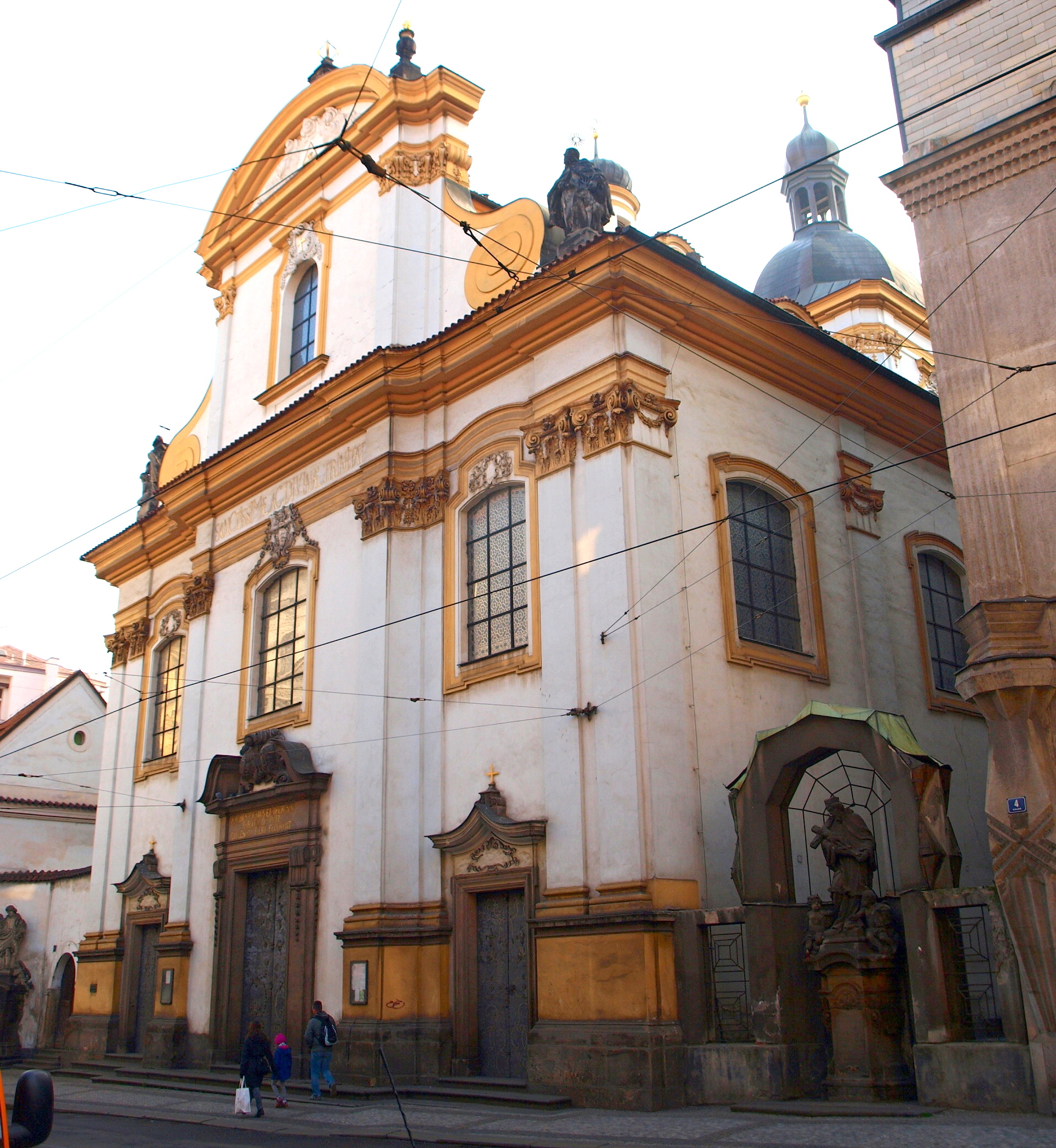
Kostel Nejsvětější Trojice (spolu s Kryštofem Dietzenhoferem), 1708
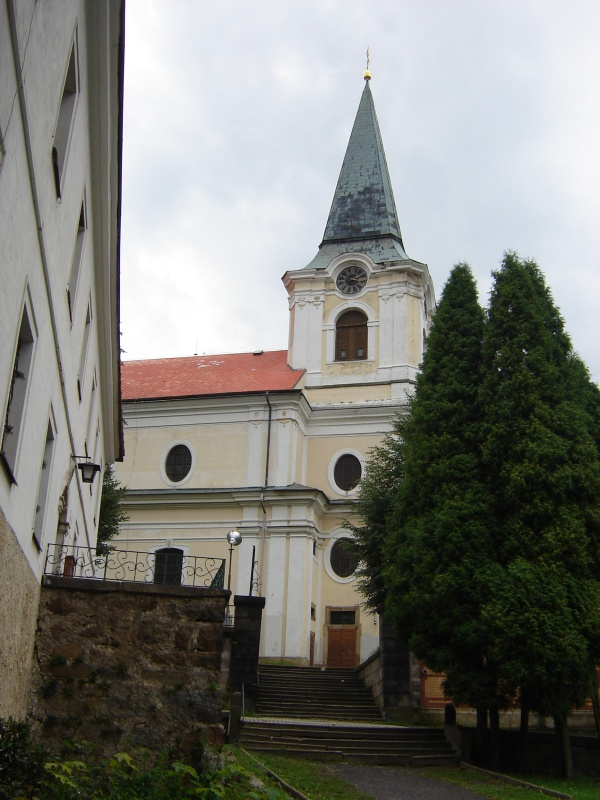
Kostel svatého Jiří (Jiříkov), 1725–1728
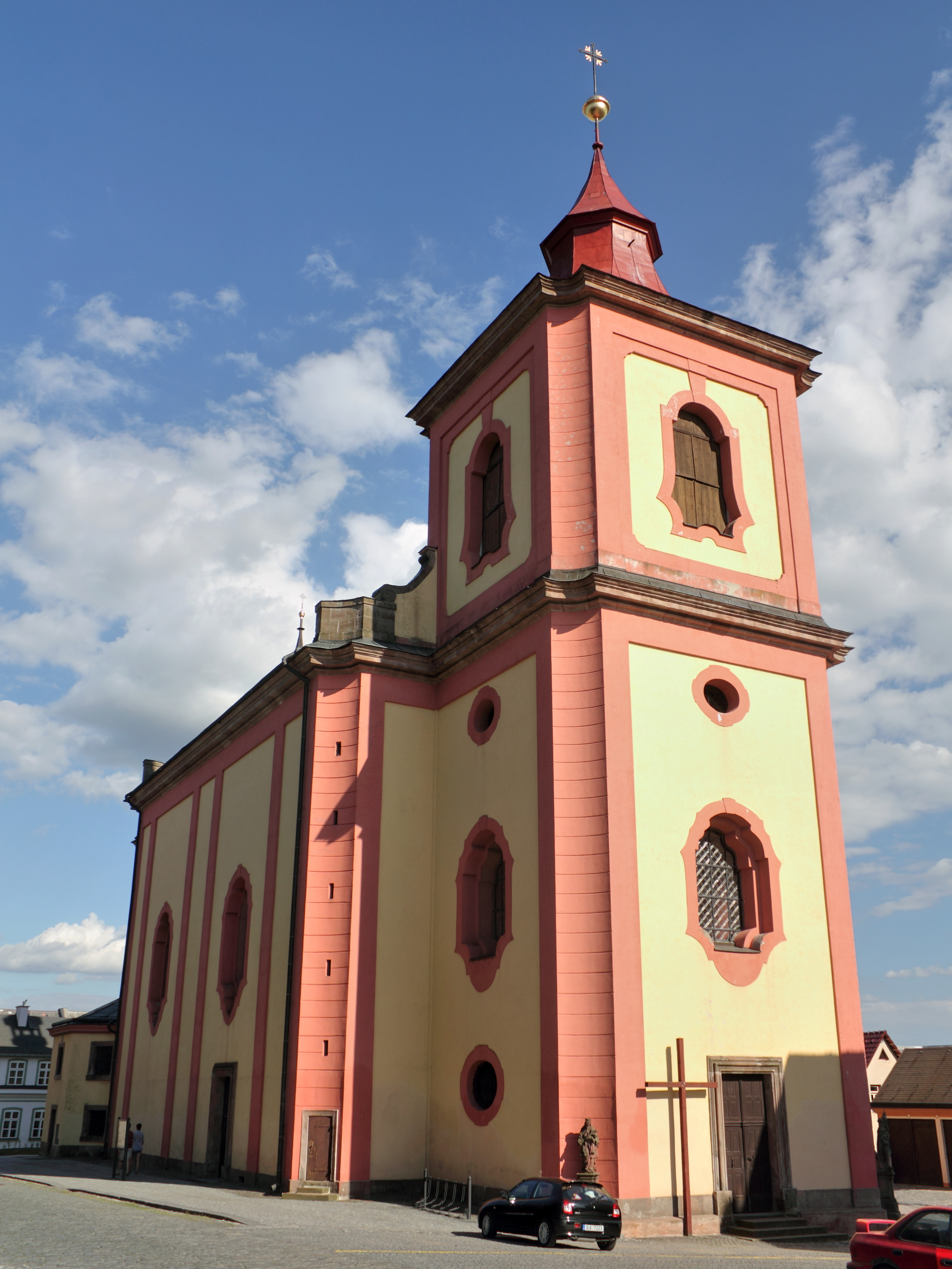
Kostel svatého Vavřince (Jilemnice), 1729–36
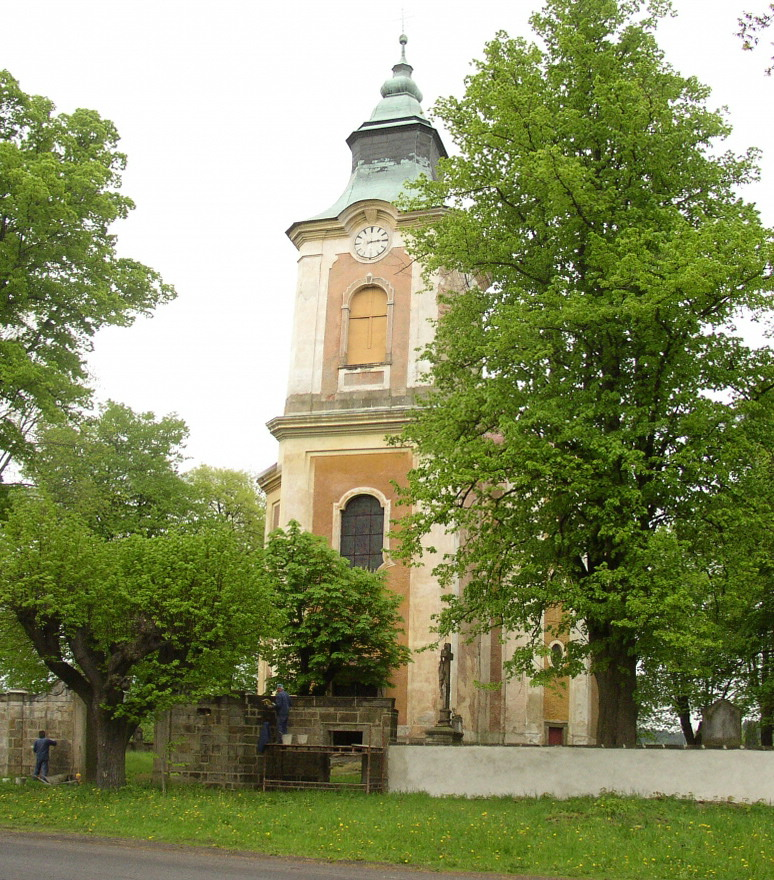
Kostel svatého Jana Nepomuckého (Staré Křečany), 1736
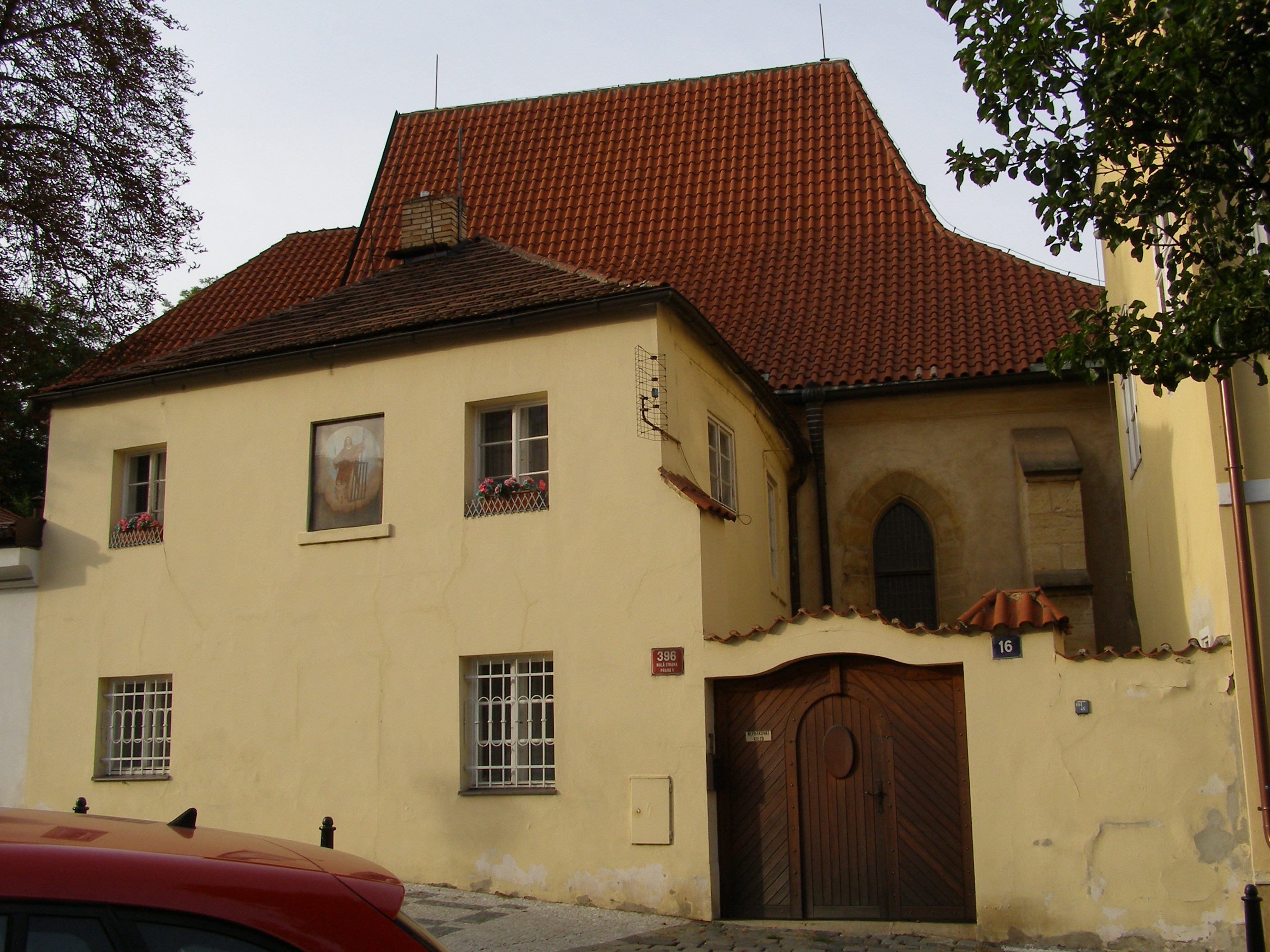
Oprava Kostela svatého Vavřince (Malá Strana, Hellichova), 1729, 1733
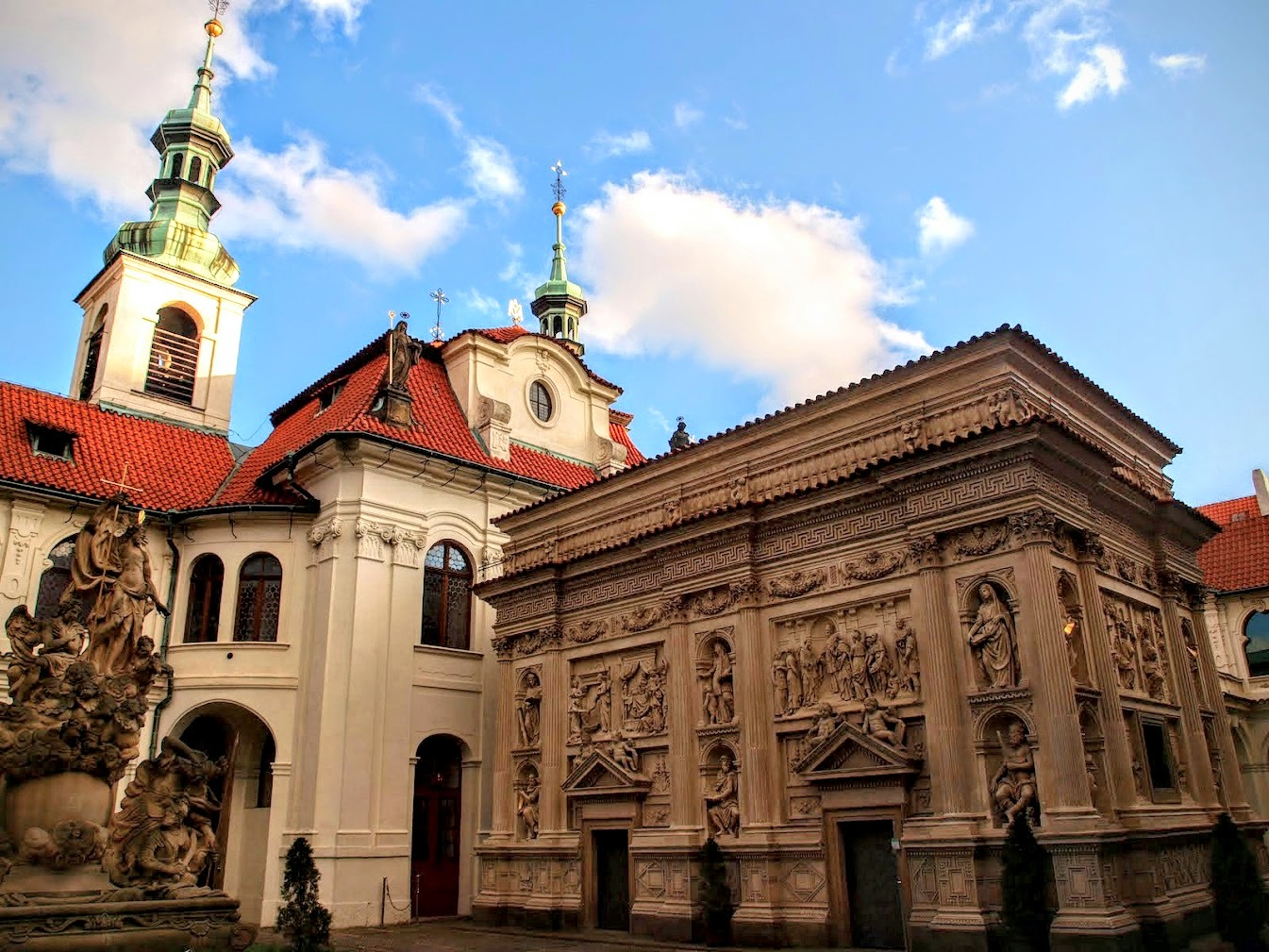
Přestavba a rozšíření Kostela Narození Páně v Praze, (1734–1737)
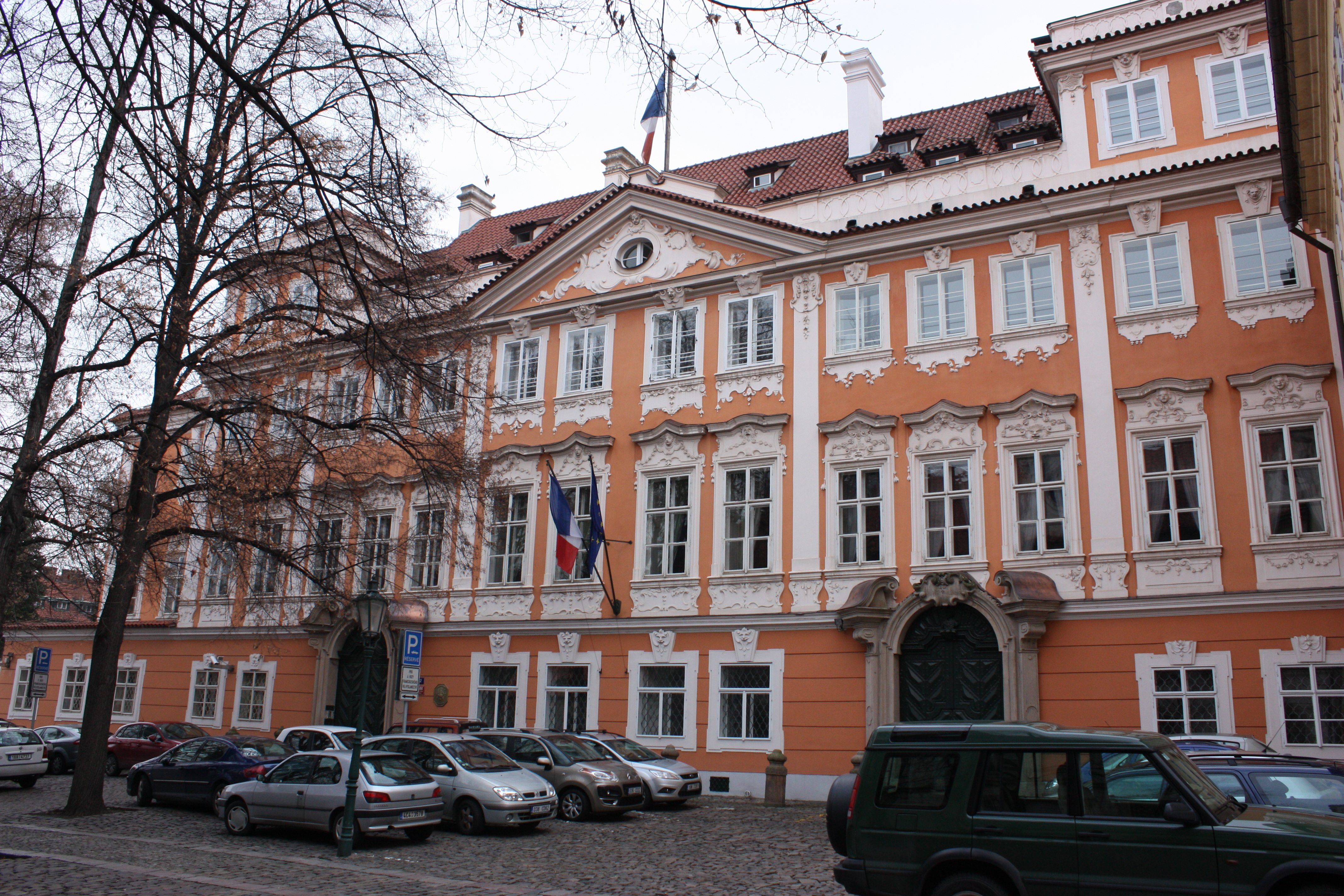
Podíl na stavbě Buquoyského paláce, po 1735